# Ducati
För motorsport-avdelningen, se Ducati Corse.
Ducati, italiensk motorcykeltillverkare med säte i Bologna. Lamborghini, dotterbolag i VAG-koncernen köpte Ducati i april 2012.

## Historia

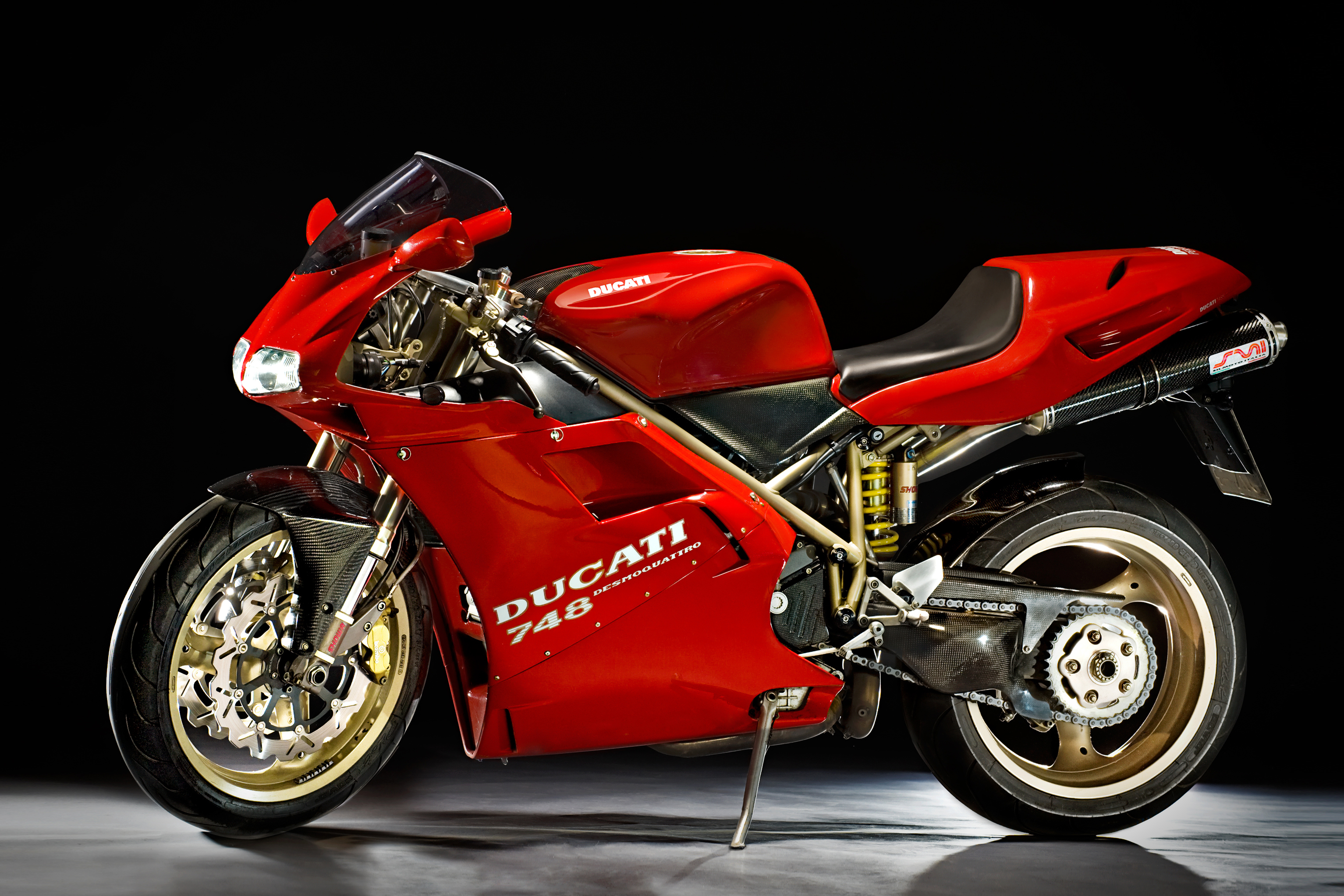
Ducati 748.

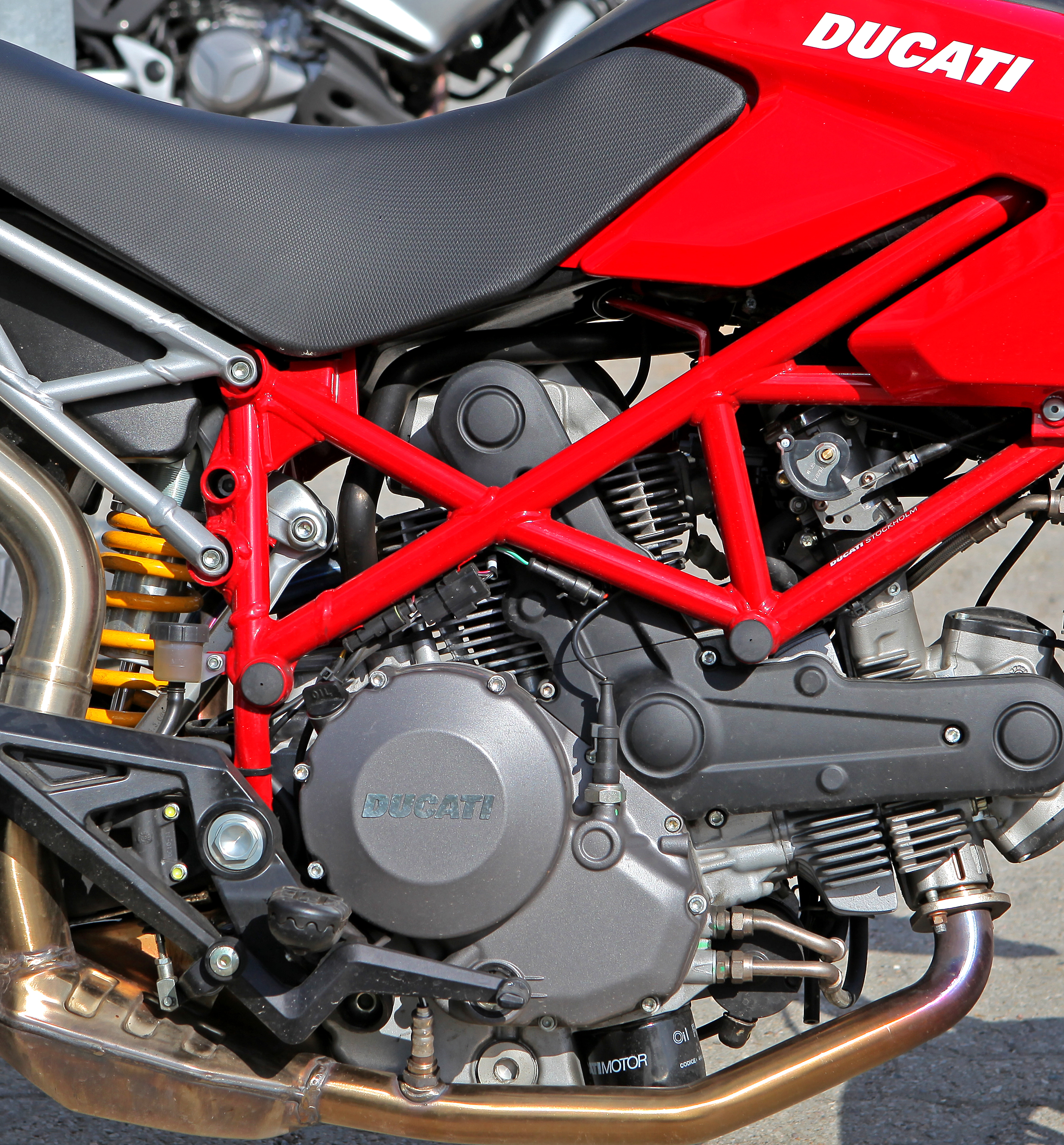
Ducati Hypermotard 795. Foto Vaxholm 2010.

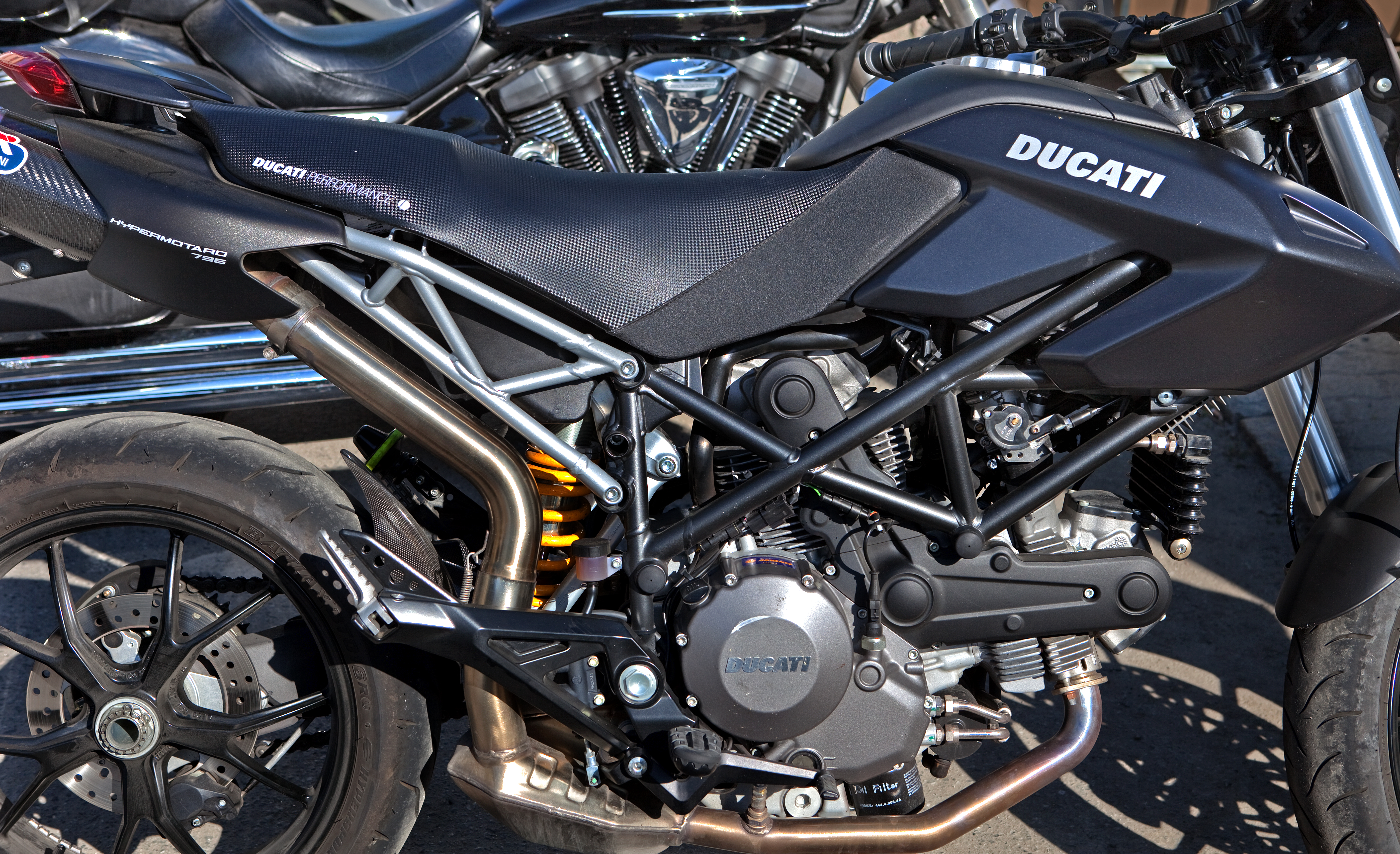
Ducati Hypermotard 795. Foto Vaxholm 2010.

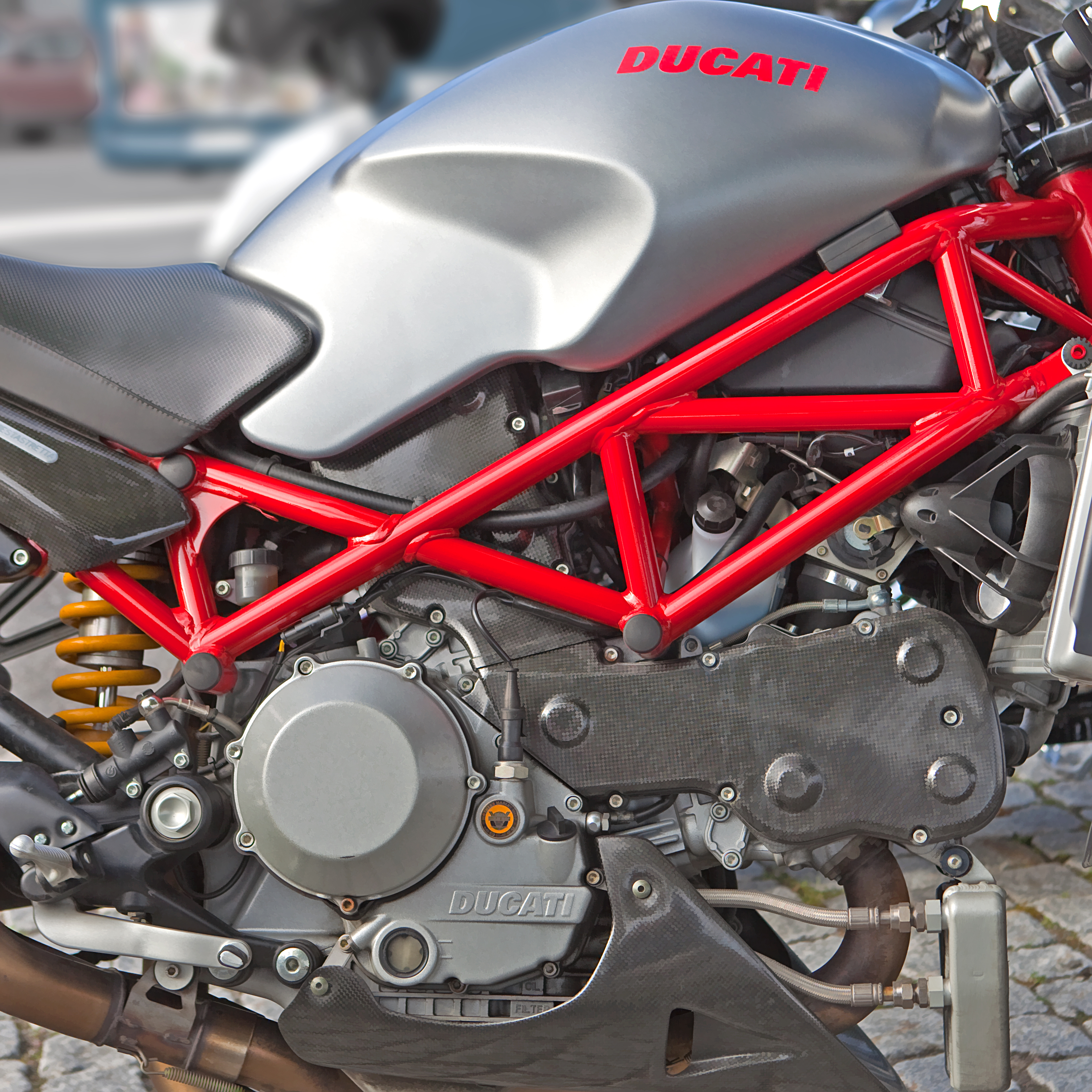
Ducati Monster S4R watercooled motorcycle engine. Foto Vaxholm 2012.

Ducati grundades 1926 av familjen Ducati tillsammans med lokala finansiärer i Bologna. Namnet var Società Radio Brevetti Ducati och man siktade på den växande marknaden för radiokommunikation. Företaget växte snabbt och hade inom tio år öppnat kontor i bland annat London, Paris, New York, Sydney och Caracas. 
Under andra världskriget hade man stora problem som alla andra, och fabrikerna i Borgo Panigale bombades ned till grunden 1944. Det som räddade företaget var att bröderna Ducati hade ägnat sin tid under kriget åt att konstruera nya produkter och uppfinningar som man kunde lansera när det hela var över. 
På mässan i Milano 1946 så lanserade man sin första motor, Cucciolo, som var en påhängsmotor till vanliga cyklar, och 1952 byggde man sin första motorcykel, en skoterliknande modell med en motor på 175 kubikcentimeter, elstart och automatisk växellåda. År 1954 anställdes en tekniklärare från Imola, Fabio Taglioni, och det var med hjälp av hans tekniska innovationer som märket fick sina första framgångar som motorcykeltillverkare. Taglioni utvecklade till exempel den desmodromiska ventilstyrningen, som kom första gången 1958 på en av Mike Hailwoods motorcyklar som han använde när han tävlade. Det var först tio år senare, 1968, som den kom som standard på en gatucykel (450 Mark 3D). År 1972 kom den första L-twin motorn från Ducati, vilken också var den första stora motorn de tillverkade, 750 kubikcentimeter. Det var med en sådan motor uppborrad till 900 kubik som Mike Hailwood vann det berömda loppet på Isle of Man, Tourist Trophy. Vinsten resulterade i att Ducati producerade en modell till Hailwoods ära, 900 SS Mike Hailwood Replica. 
Det var dock inte förrän 1983 då Ducati blev uppköpt av bröderna Claudio och Gianfranco Castiglioni, för att ingå i Cagiva, som Ducati nådde sina stora framgångar som motorcykelmärke. Det började 1988 med den nya modellen 851, sen kom den första nakna modellen, Monster. Monster som blev mycket populär, var försedd med L-twin motorn i flera olika storlekar, i Sverige såldes från 600 till 1000 cc, med effekter från 56 till 130 hk. År 1994 kom den smått legendariska 916, förfadern till de framgångsrika modellerna 996, 998, 999 och 1098 samt även de motorsvagare varianterna 748, 749 och 848. Redan samma år som 916 kom fick den utmärkelsen "Årets motorcykel" av flera av de ledande motorcykeltidningarna runt om i världen. Det var också denna modell som inledde Ducatis framgångar i Superbike VM. 
Trots märkets lyft så sjönk de ner i en ekonomisk kris 1995. Orsaken var systermärken inom Castiglionigruppen som hade en del misslyckade satsningar, vilket resulterade i att Ducati 1996 såldes till Texas Pacific Group. Detta i sin tur medförde nya ekonomiska resurser som ledde till att Ducati kunde lansera sina ST modeller, vilket snabbt gav dem andelar på touringmarknaden. En helt ny modell tillkom, MultiStrada, som kan ses som en korsning mellan off-road och landsvägsmotorcykel, och som använde den välbekanta L-twinmotorn.